# Шейнкман, Яков Семёнович
Я́ков Семёнович Ше́йнкман (22 декабря 1890, Тобольск — 8 августа 1918, Казань) — участник Гражданской войны, деятель российского революционного движения.

## Биография
Член большевистской партии с 1910. Родился в семье рабочего. В 1909 - 1910 годах учился на экономическом отделении Санкт-Петербургского политехнического института (ЦГИА СПб, ф. 478, оп. 3 д. 7472). 1910 перевелся в Петербургский университет, за участие в студенческих волнениях арестован, заключён в «Кресты». После освобождения эмигрировал в Швейцарию (1912), участвовал в работе Базельского конгресса 2-го Интернационала. С 1914 вёл партийную работу в Екатеринбурге. С сентября 1917 в Казани, заместитель председателя губернского продовольственного комитета, председатель фракции РСДРП(б) Совета. В октябрьские дни 1917 в Петрограде, член Следственной комиссии ВРК. С ноября 1917 председатель Казанского совета, губкома РКП(б). Делегат 5-го Всероссийского съезда Советов, член комиссии по выработке Конституции РСФСР.
В феврале-мае 1918 года Председатель Совнаркома и народный комиссар продовольствия Казанской советской рабоче-крестьянской Республики. Участвовал в подавлении левоэсеровского мятежа 1918, член Следственной комиссии СНК по делу о мятеже. С 19 июля возглавлял оборону Казани от белочехов; после взятия города захвачен белогвардейцами и расстрелян.

## Память
Его именем названа улица Шейнкмана в г. Екатеринбурге и проезд Шейнкмана на внутренней территории Казанского кремля. Часть современной Федосеевской улицы в Казани в 1924–1927 годах называлась улицей Шейнкмана.